# رابرت آدامز (آموزگار معنوی)
رابرت آدامز (۲۱ ژانویه ۱۹۲۸ تا ۲ مارس ۱۹۹۷) آموزگار آمریکایی مکتب آدواتیا بود که سال‌های پایانی عمرش را در کالیفرنیا به برگزاری جلسات ست سانگ (جلسات معنوی) با شاگردانش می‌پرداخت. آموزه‌های رابرت معمولاً بر تأکید به انجام جنانا یوگا و توصیه به‌کارگیری روش تفحص خویش (که در انگلیسی Self enquiry گفته می‌شود) متمرکز است. آموزه‌های رابرت در زمان حیاتش آنچنان شناخته شده نبود اما اخیراً در میان محققان فلسفه ادویتا و مریدان فرنگی رامانا ماهارشی طرفدارانی یافته‌است.

## تالیفات
کتابی از آموزه‌های وی به نام سکوت قلب: دیالوگ‌هایی با رابرت آدامز (به انگلیسی: Silence of Heart: Dialogues with Robert Adams) در سال ۱۹۹۹ به زبان انگلیسی منتشر شد. هرچند خود رابرت آدامز کتاب یا نوشته‌ای نداشت، جویندگان به ست‌سانگ‌ها می‌آمدند، در ابتدا خود آدامز صحبت‌هایی می‌کرد و بعد بقیه سؤال می‌پرسیدند. این جلسات ضبط شدند و بعدها شاگردانش به صورت کتاب به روی کاغذ آوردند. به زبان پارسی کتابی از وی ترجمه شده‌که در وب پارسی با نام آگاهی و مایا قابل تهیه است.

## آموزه‌های آدامز

### اعترافات یک جنانی
واقعیتش این است که معلم خودتان هستید، شما یک آموزگار آفریدید تا از خواب بیدرتان کند. اگر شما رؤیای او (آموزگار) را نمی‌دیدید او (آموزگار) هم اینجا نمی‌بود. شما یک معلم خلق کردید که بیدارتان کند، که ببینید معلمی نیست، جهانی وجود ندارد، هیچ. همهٔ این‌ها به وسیله خودتان انجام شده‌است.— رابرت آدامز، مسیر کوهستان
 آدامز هیچگاه خود را یک آموزگار، فیلسوف یا موعظه‌گر نمی‌دانست. خودش بیانات خود را اعترافات یک جنانی توصیف می‌کرد. می‌گفت من از واقعیت خودم و دیگران سخن می‌گویم، از جویندگان می‌خواست که عوض سر با قلب خود به سخنان او گوش دهند. روش او برای ارتباط با شاگردانش جالب بود، میان پرسش و پاسخ‌ها موسیقی و سکوت وقفه می‌انداخت، او اظهار می‌داشت که چیز تازه ای برای آموزاندن وجود ندارد، چیز جدیدی برای تعلیم نیست و هر چه هست در اوپانیشاد، وداها و متون هندو قابل یافتن است.

### سکوت
آدامز خاموشی را متعالی ترینِ تعالیم معنوی می‌دانست:
بالاترین آموزه در حهان سکوت است. از این متعالی‌تر نیست. وقتی سالک در کنار جنانی (جنانی چیزی در مایه‌های همان گورو است با این تفاوت که بر خلاف گورو، چیزی برای آموختن ندارد و تکنیکی برای یاد دادن به شاگرد نمی‌دهد، مثل رامانا ماهارشی می‌نشیند یک‌جا و خاموشی پیشه می‌کند و جویندگان تنها از بودن در کنار جنانی فیض می‌برند) می‌نشیند، تنها با در کنار او بودن ذهنش را می‌پالاید، ذهن خود به خود پالایش می‌شود. بدون اینکه رد و بدل نمی‌گردد، بی آن‌که گپی زده شود. سکوت واقعیت غایی است. هر چه در دنیا هست از خلال سکوت است که وجود دارد. سکوت حقیقی یعنی رفتن تا ژرفای درون تا آن‌جا که که هیچ چیز رخ نمی‌دهد، آن‌جا که از زمان و فضا فراتر می‌روید و به بعد جدیدی از «هیچ چیز» ورود می‌کند. این‌جا خانهٔ حقیقی شما است، جایی که شما واقعاً به آن تعلق دارید، در سکوتی عمیق آنجا که هیچ چیز خوبی و هیچ‌چیز بدی وجود ندارد، هیچ‌کس در تلاش برای دست‌یابی به چیزی نیست، هیچ چیز، فقط بودن، بودِش ناب.